# Petalonyx nitidus
Petalonyx nitidus là một loài thực vật có hoa trong họ Loasaceae. Loài này được S. Watson miêu tả khoa học đầu tiên năm 1873.

## Hình ảnh

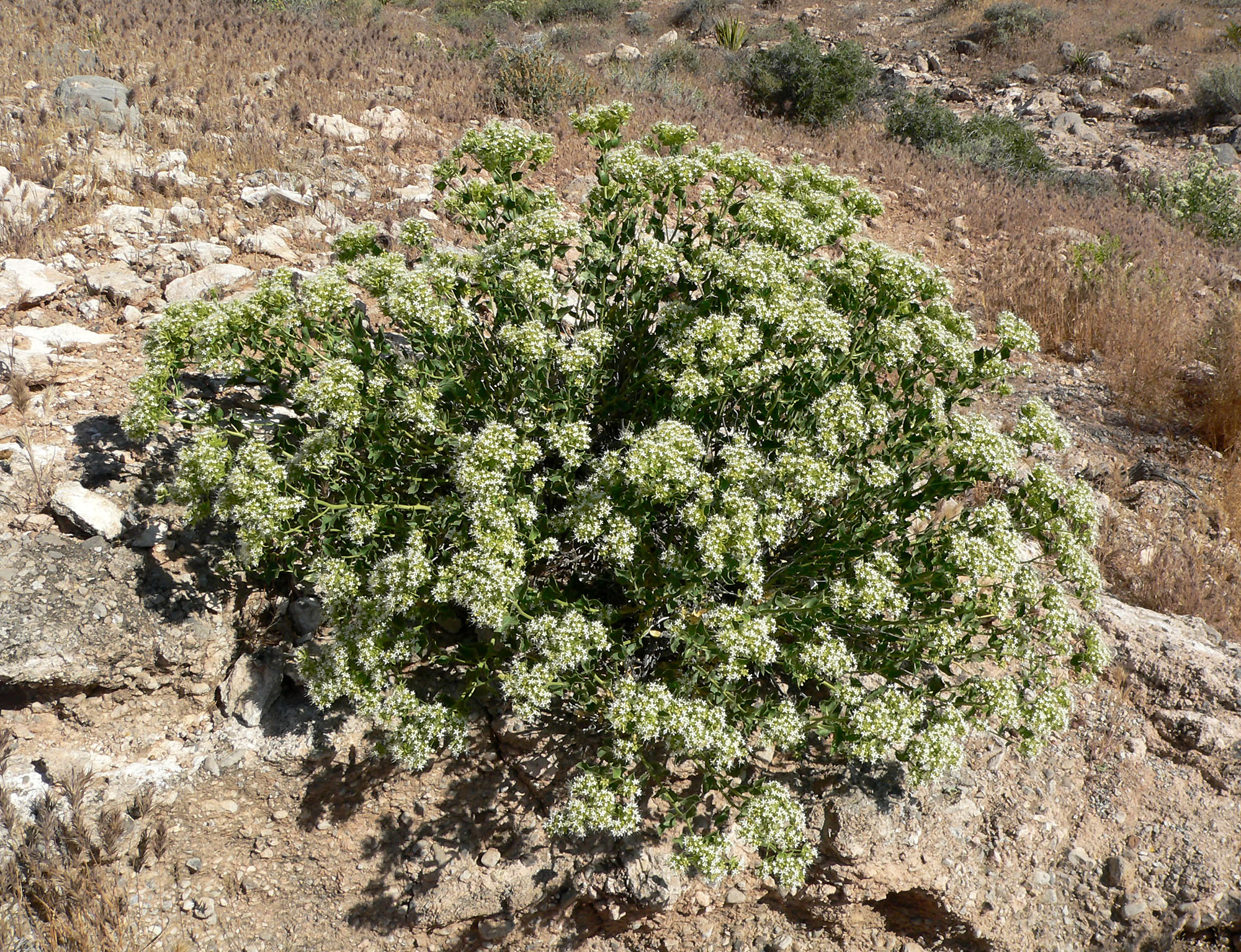
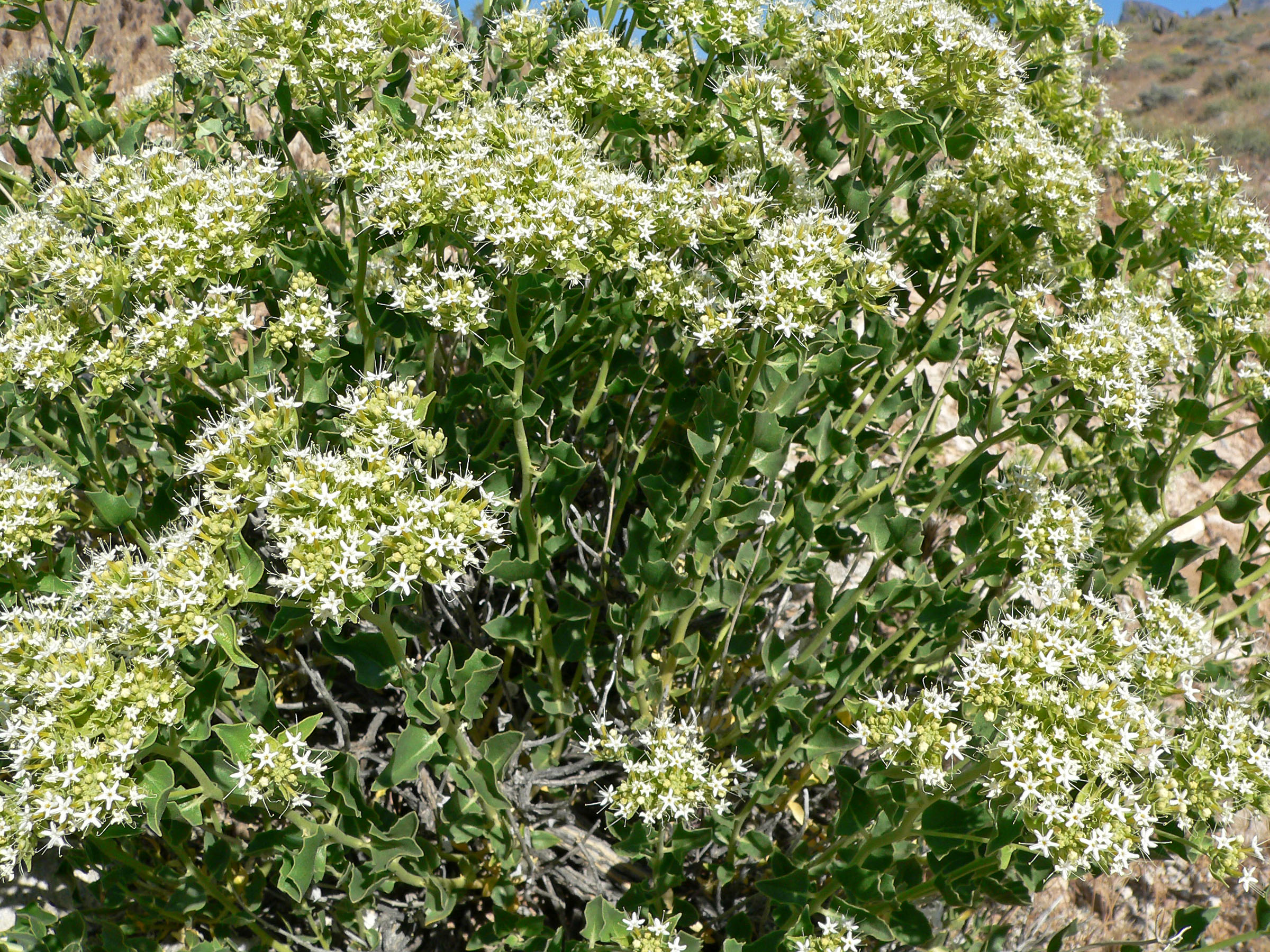
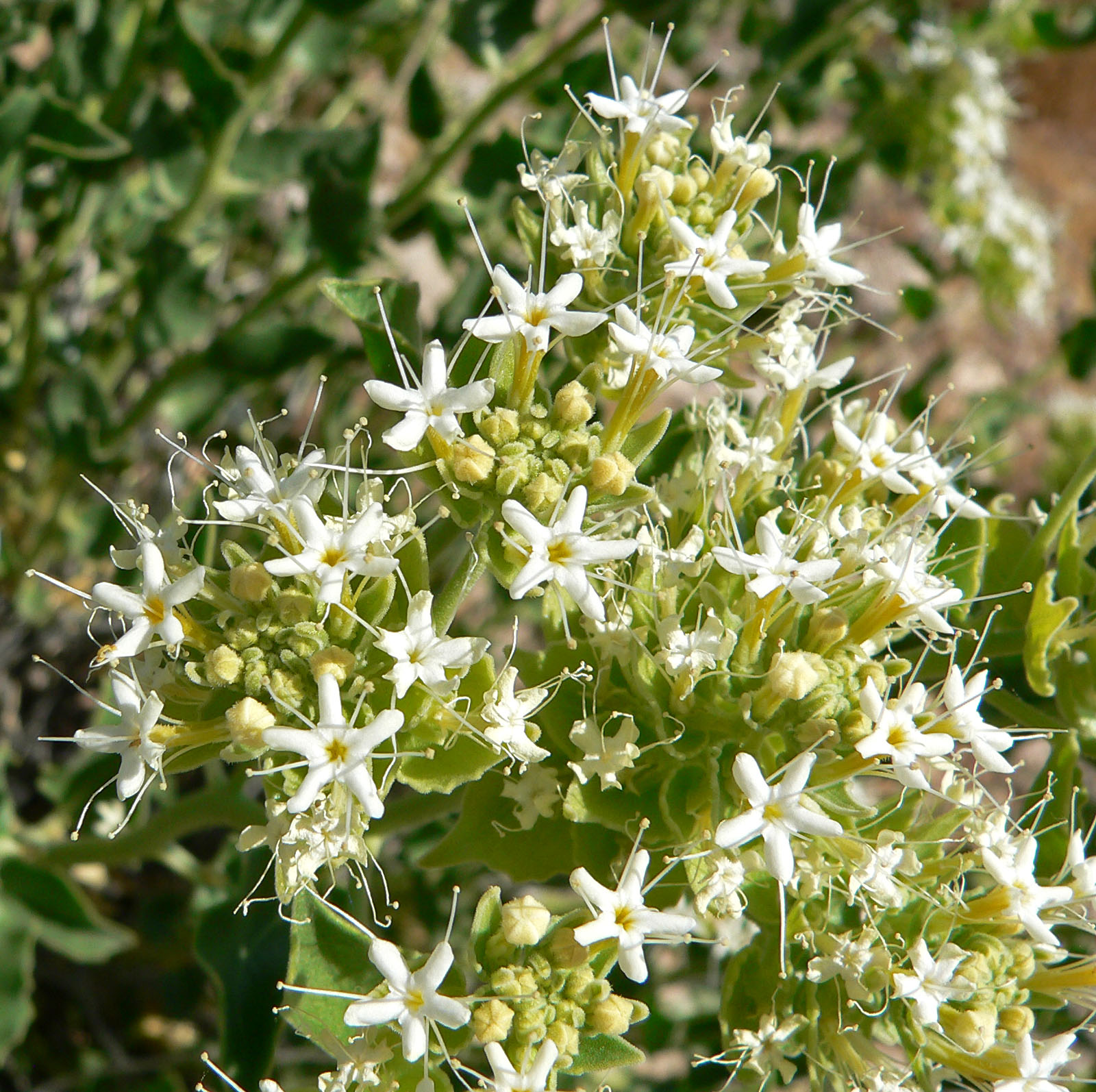
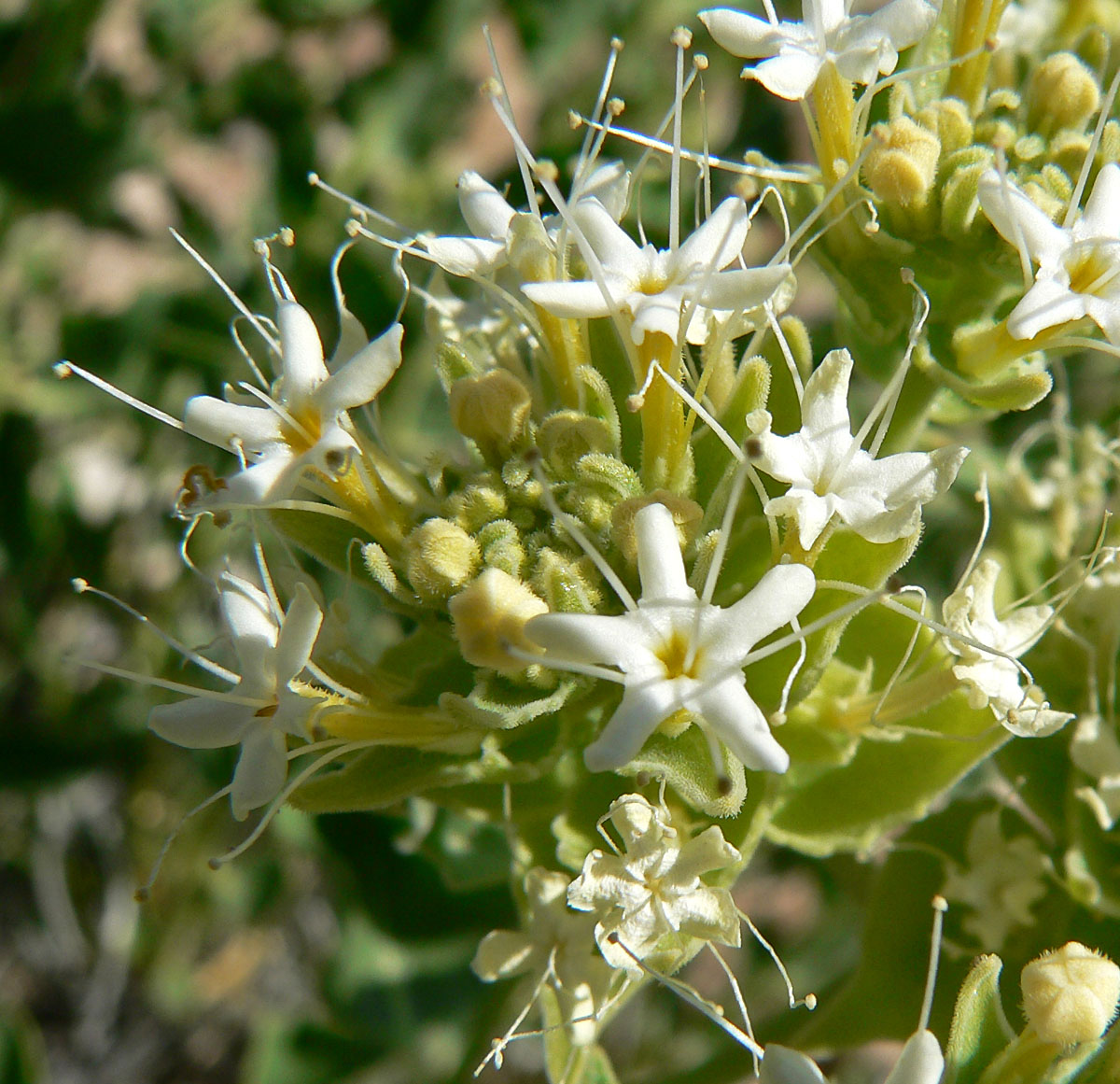